# Emmanuel Théodose de La Tour d’Auvergne

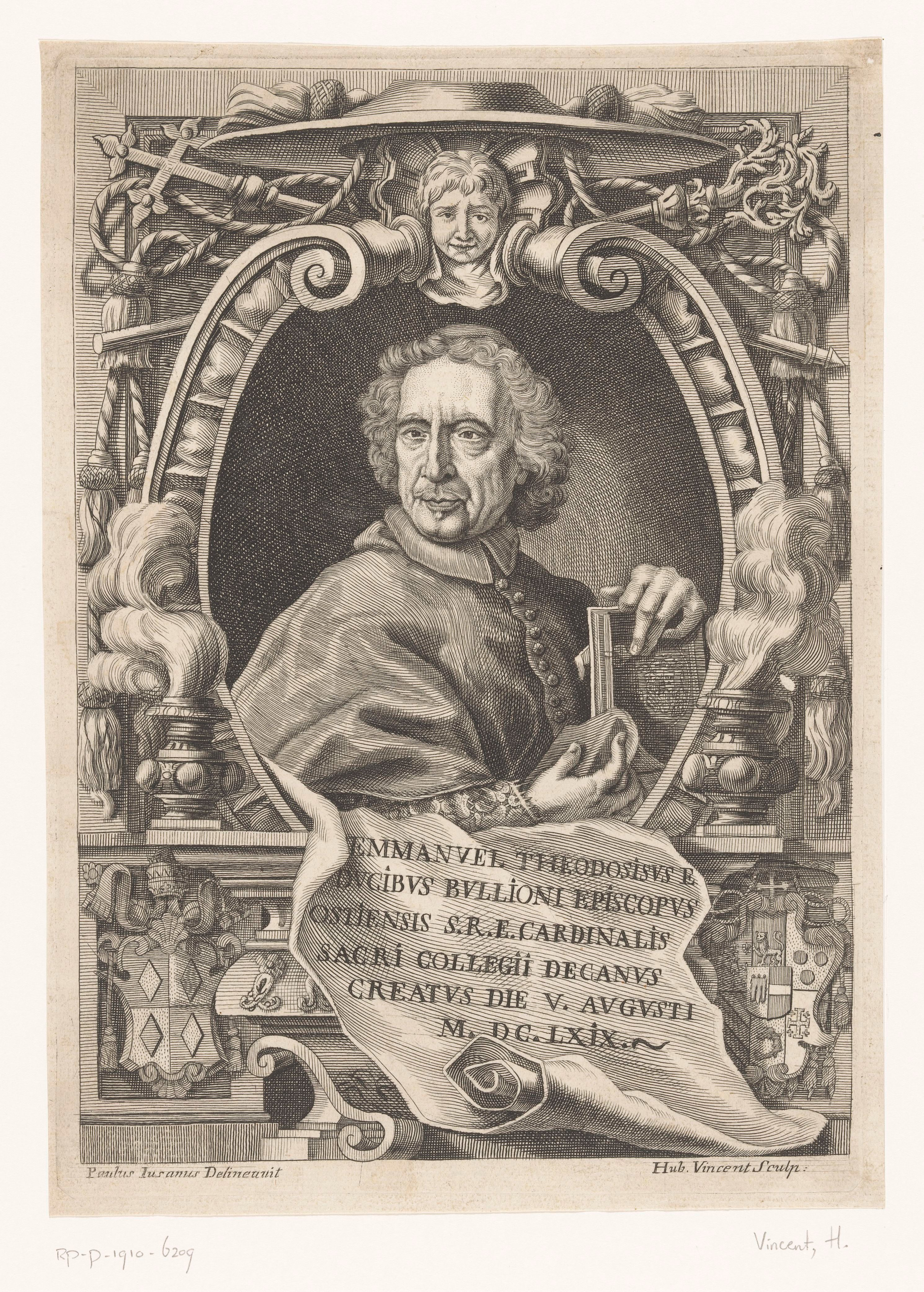
Emmanuel Théodose Kardinal de la Tour d’Auvergne (Stich von Hubert Vincent, um 1700)

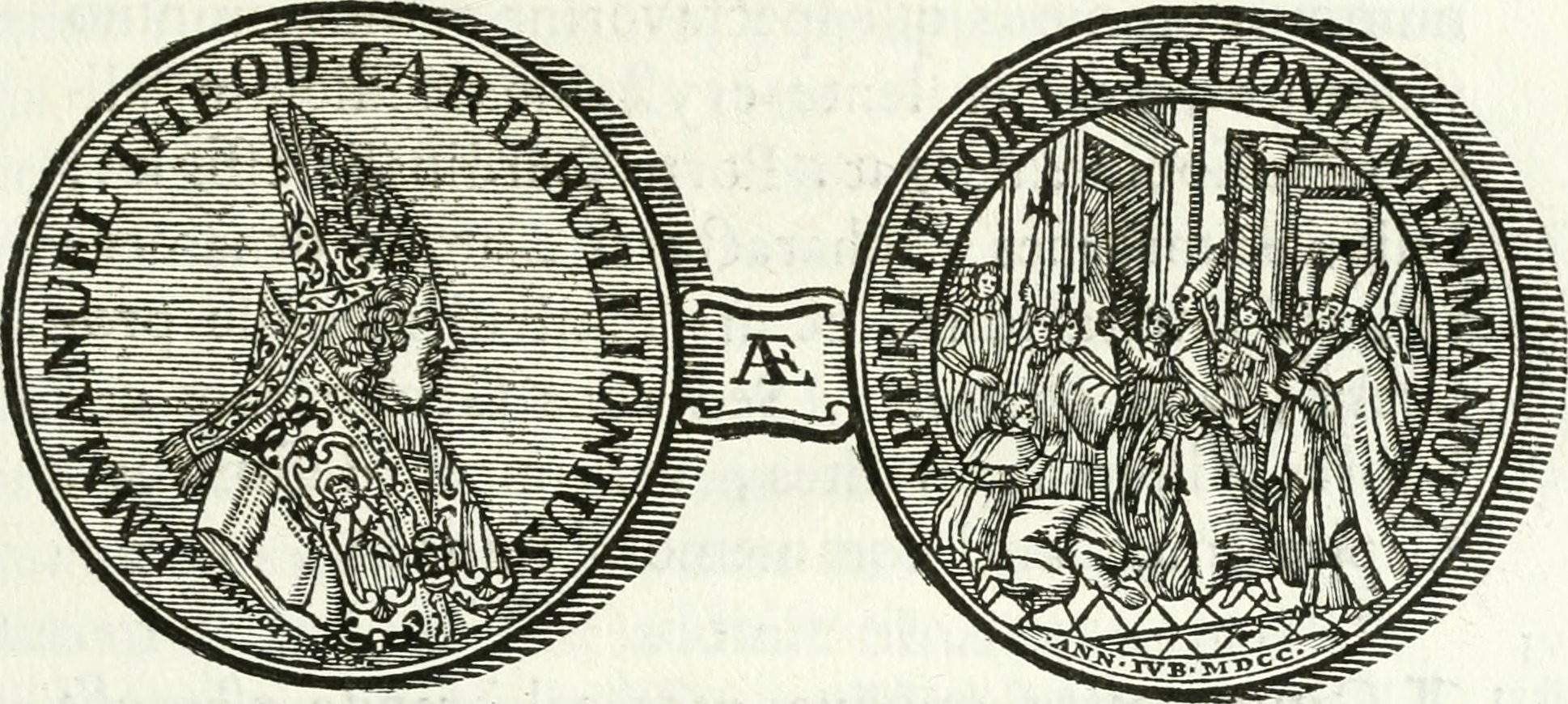
Abbildung einer Medaille: Kardinal de Bouillon im bischöflichen Festornat (links mit Mitra); Der Kardinal bei der Öffnung der Heiligen Pforte zum Heiligen Jahr 1700 (rechts)

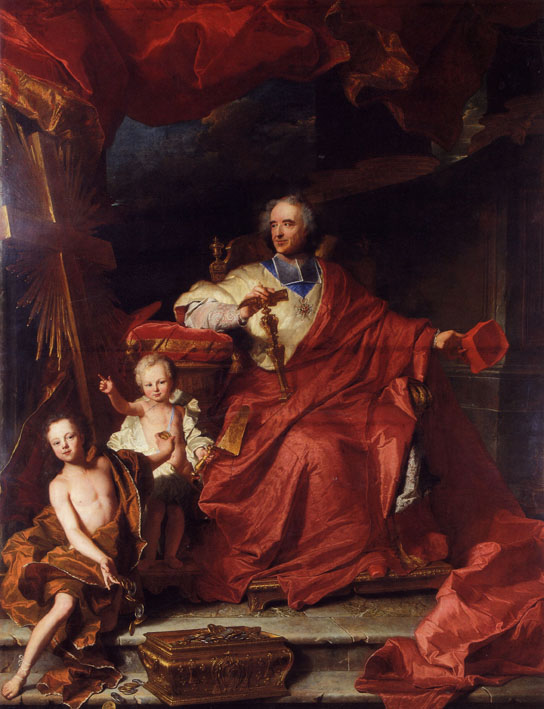
Emmanuel Théodose Kardinal de la Tour d’Auvergne (Ölgemälde von Hyacinthe Rigaud, 1707)

Emmanuel Théodose de la Tour d’Auvergne (* 24. August 1643 im Schloss Turenne; † 2. März 1715 in Rom), auch Kardinal de Bouillon genannt, war ein französischer Prälat und Kardinaldekan.

## Vita
Emmanuel Théodose de la Tour d’Auvergne war Sohn von Frédéric-Maurice de La Tour d’Auvergne, Herzog von Bouillon und Neffe des Marschalls Turenne, und Éléonore de Bergh.
Papst Klemens IX. kreierte de la Tour d’Auvergne am 5. August 1669 im Alter von 25 Jahren zum Kardinal und wies ihm die Titelkirche San Lorenzo in Panisperna zu, 1676 wechselte er zur Titelkirche San Pietro in Vincoli. Zudem war er von 1683 bis 1715 Generalabt von Cluny. Unter Papst Alexander VIII. stieg Kardinal de Bouillon in die Klasse der Kardinalbischöfe auf und war von 1689 bis 1698 Kardinalbischof von Albano, dann von 1698 bis 1700 Kardinalbischof von Porto und Kardinalsubdekan sowie in der Zeit von 1700 bis 1715 Kardinalbischof von Ostia und Velletri und damit zugleich Dekan des Kardinalskollegiums.
Nach seiner Erhebung zum Kardinal im Jahr 1669 zum Großalmosenier Ludwigs XIV. berufen, fanden die Bittstellungen, die er zugunsten seiner Familienangehörigen an den König richtete, aufgrund der Feindschaft, die Kriegsminister Louvois gegen seine Familie hegte, kein Gehör. Durch seine bitteren Klagen über den König fiel er in Ungnade.
Im Jahr 1697 wurde er dennoch als Gesandter nach Rom geschickt. Dort gab er im Jahr 1698 dem damals dort ansässigen Pierre Le Gros der Jüngere zwei Grabmonumente für seine Eltern in Auftrag, die in der Chapelle St. Agathe, einer Kapelle des kleineren Querhauses der großen Klosterkirche von Cluny platziert werden sollten. Teile davon befinden sich heute in dem von dem Kardinal und Abt von Cluny bereits 1683 in Auftrag gegebenen Hôtel-Dieu. Das Flachrelief im unteren Teil des Grabmals für seinen Vater zeigte die als Schlacht von La Marfée bekannte Auseinandersetzung vom 6. Juli 1641, in der die Truppen der Herzöge von Bouillon und von Soissons die unter Richelieus Befehl stehende königliche Armee besiegt hatten.
Dieser für Ludwig XIV. unerhörte Affront veranlasste den König, ein Verbot gegen die Errichtung des Kunstwerkes auszusprechen und den Kardinal endgültig nach Rom zu verbannen, wo er 1715 starb.
Hyacinthe Rigaud schuf zwei Porträts des Kardinals:
- Portrait du Cardinal de Bouillon ouvrant la Porte de l’Année Sainte 1700, 1707/1741, 247 × 217 cm, Perpignan, Musée Hyacinthe Rigaud
- Portrait en buste du Cardinal de Bouillon, 1708/1709, 57 × 70 cm, Privatbesitz